# Zittersheim
Zittersheim est une commune française située dans la circonscription administrative du Bas-Rhin et, depuis le 1er janvier 2021, dans le territoire de la Collectivité européenne d'Alsace, en région Grand Est.
Cette commune se trouve dans la région historique et culturelle d'Alsace et fait partie du parc naturel régional des Vosges du Nord.

## Géographie

### Localisation
La commune est à 3,3 km de Moderfeld, et 4 de Puberg et Wingen-sur-Moder.
Linguistiquement, Zittersheim se situe dans la zone du francique rhénan.

### Communes limitrophes
| Puberg           | Rosteig     | Wingen-sur-Moder |
| Hinsbourg        | Zittersheim |                  |
| La Petite-Pierre |             | Erckartswiller   |

### Géologie et relief
La commune se compose de 26,03 hectares de territoires artificialisés (3,31 %), 159,07 hectares de territoires agricoles (20,21 %) et 601,65 hectares de forêts et milieux semi-naturels (76,45 %).
Espaces naturels :
- Cinq espaces protégés hors Natura 2000 :

Kohlmatt,
Kohlmatt  - parcelle en maitrise d'usage,
Vosges Du Nord : Réserve de Biosphère, zone tampon; Réserve de Biosphère, zone de transition; Parc naturel régional.
- Un espace protégé Natura 2000 :

La Moder et ses affluents.
- Deux zones naturelles d'intérêt écologique, faunistique et floristique (Znieff) :

Forêt du Moosthal de Wimmenau à Erckarstwiller,
Cours amont de la Moder et de ses affluents.

### Hydrographie et les eaux souterraines
Hydrogéologie et climatologie
Système d’information pour la gestion des eaux souterraines du bassin Rhin-Meuse]
Territoire communal : Occupation du sol (Corinne Land Cover); Cours d'eau (BD Carthage),
Géologie : Carte géologique; Coupes géologiques et techniques,
Hydrogéologie : Masses d'eau souterraine; BD Lisa; Cartes piézométriques.

#### Réseau hydrographique
La commune est dans le bassin versant du Rhin au sein du bassin Rhin-Meuse. Elle est drainée par la Moder et le ruisseau le Zittersheim,.
La Moder, d'une longueur de 82 km, prend sa source dans la commune  et se jette  dans le Rhin en rive gauche à Beinheim, après avoir traversé 29 communes. 

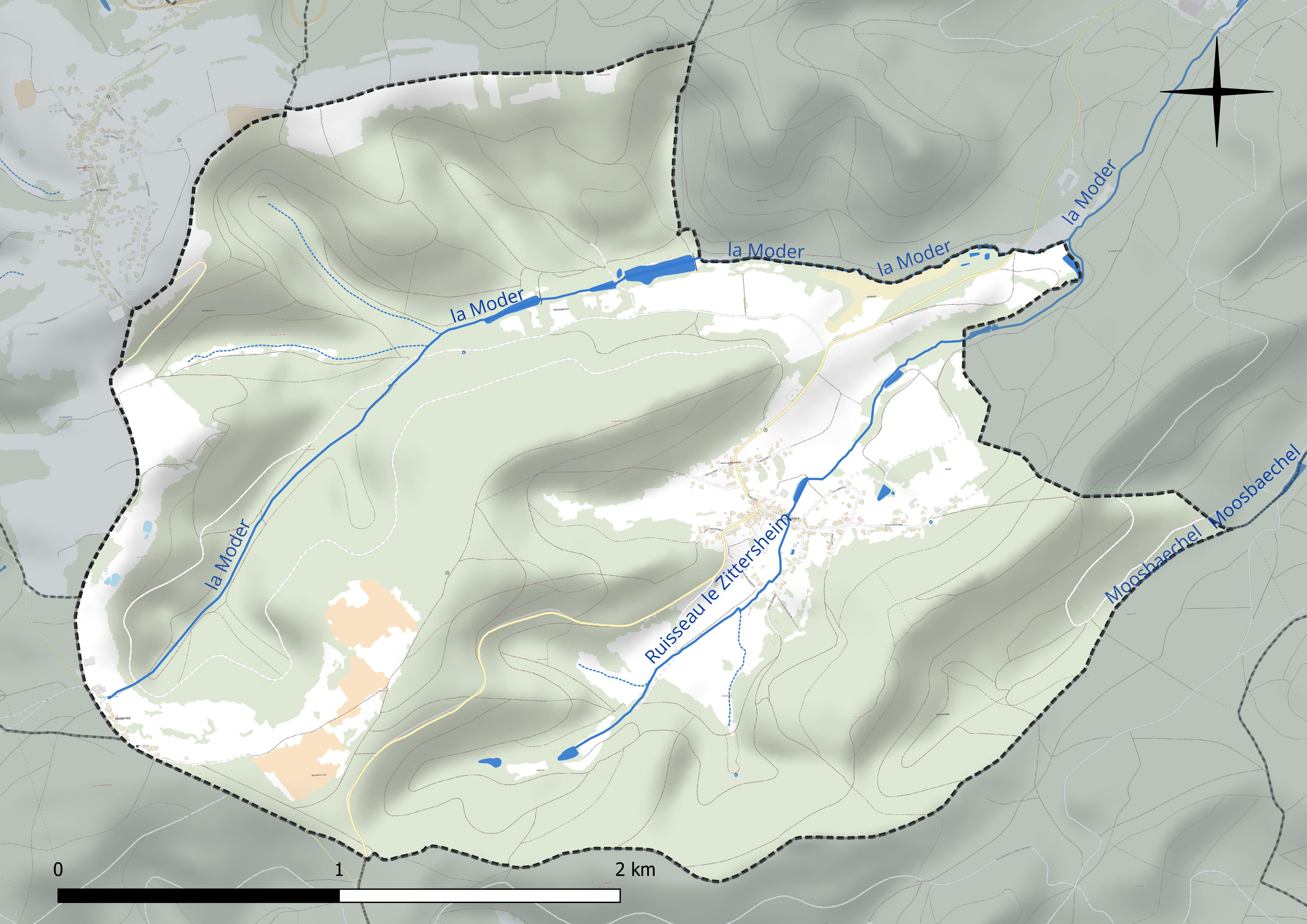
Réseau hydrographique de Zittersheim.

#### Gestion et qualité des eaux
Le territoire communal est couvert par le schéma d'aménagement et de gestion des eaux (SAGE) « Moder ». Ce document de planification concerne le bassin versant de la Moder dont le territoire s'étend sur 1 720 km2. Le périmètre a été arrêté le 25 janvier 2006. La commission locale de l'eau a été créée le 12 juillet 2007, puis modifiée le 14 décembre 2021. La structure porteuse de l'élaboration et de la mise en œuvre est le Syndicat des eaux et de l’assainissement Alsace-Moselle (SDEA). 
La qualité des cours d’eau peut être consultée sur un site dédié géré par les agences de l’eau et l’Agence française pour la biodiversité.

### Climat
Pour des articles plus généraux, voir Climat du Grand Est et Climat du Bas-Rhin.
En 2010, le climat de la commune est de type climat des marges montargnardes, selon une étude du Centre national de la recherche scientifique s'appuyant sur une série de données couvrant la période 1971-2000. En 2020, Météo-France publie une typologie des climats de la France métropolitaine dans laquelle la commune est exposée à un climat semi-continental et est dans la région climatique  Vosges, caractérisée par une pluviométrie très élevée (1 500 à 2 000 mm/an) en toutes saisons et un hiver rude (moins de 1 °C). 
Pour la période 1971-2000, la température annuelle moyenne est de 10,2 °C, avec une amplitude thermique annuelle de 16,9 °C. Le cumul annuel moyen de précipitations est de 930 mm, avec 12,7 jours de précipitations en janvier et 10,2 jours en juillet. Pour la période 1991-2020, la température moyenne annuelle observée sur la station météorologique de Météo-France la plus proche, « Berg », sur la commune de Berg à 14 km à vol d'oiseau, est de 10,4 °C et le cumul annuel moyen de précipitations est de 801,8 mm. 
La température maximale relevée sur cette station est de 37,4 °C, atteinte le 25 juillet 2019 ; la température minimale est de −16,8 °C, atteinte le 7 février 2012,,. 
Les paramètres climatiques de la commune ont été estimés pour le milieu du siècle (2041-2070) selon différents scénarios d'émission de gaz à effet de serre à partir des nouvelles projections climatiques de référence DRIAS-2020. Ils sont consultables sur un site dédié publié par Météo-France en novembre 2022.

## Urbanisme

### Typologie
Au 1er janvier 2024, Zittersheim est catégorisée commune rurale à habitat dispersé, selon la nouvelle grille communale de densité à sept niveaux définie par l'Insee en 2022.
Elle est située hors unité urbaine et hors attraction des villes,.

### Occupation des sols
L'occupation des sols de la commune, telle qu'elle ressort de la base de données européenne d’occupation biophysique des sols Corine Land Cover (CLC), est marquée par l'importance des forêts et milieux semi-naturels (76,9 % en 2018), une proportion sensiblement équivalente à celle de 1990 (77,1 %). La répartition détaillée en 2018 est la suivante : forêts (76,9 %), prairies (7,8 %), zones agricoles hétérogènes (7,7 %), terres arables (4,3 %), zones urbanisées (3,3 %). L'évolution de l’occupation des sols de la commune et de ses infrastructures peut être observée sur les différentes représentations cartographiques du territoire : la carte de Cassini (XVIIIe siècle), la carte d'état-major (1820-1866) et les cartes ou photos aériennes de l'IGN pour la période actuelle (1950 à aujourd'hui).

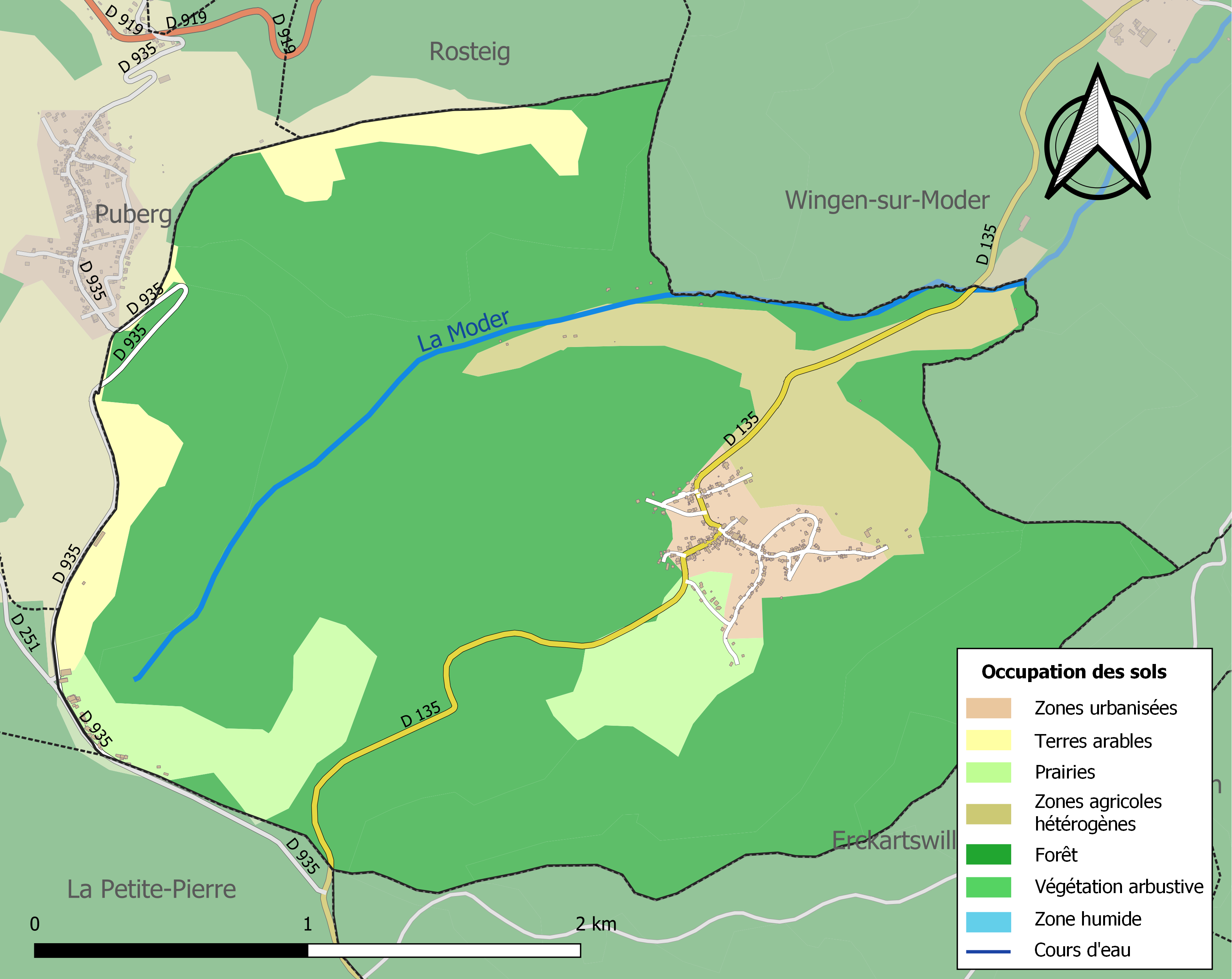
Carte des infrastructures et de l'occupation des sols de la commune en 2018 (CLC).

### Lieux-dits, hameaux et écarts
- Moderfeld.

### Voies de communications et transports

#### Voies routières
- D 135 vers La Petite-Pierre, Wingen-sur-Moder[27].
- D135 > D251 vers Hinsbourg.

#### Transports en commun

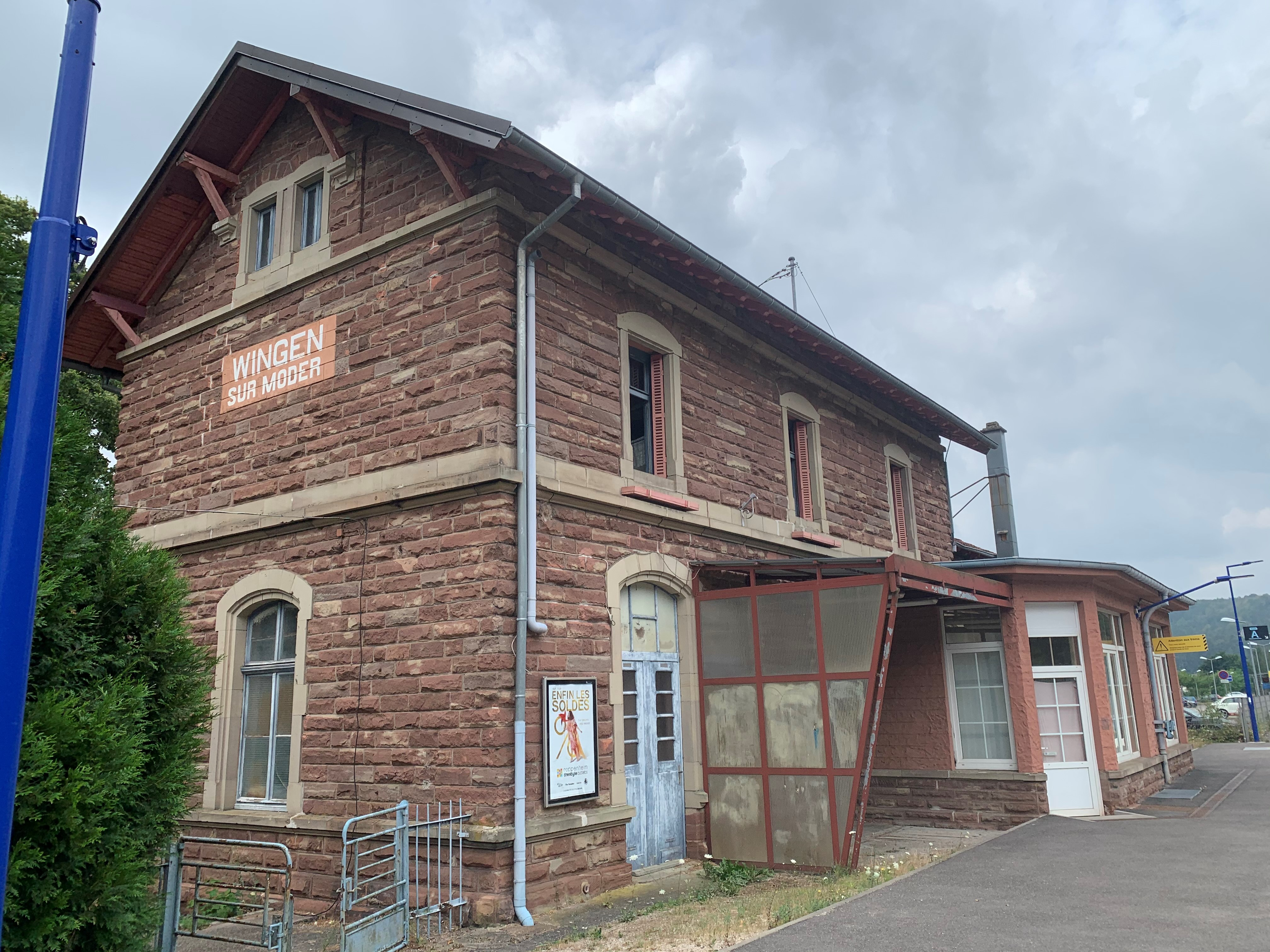
Gare de Wingen-sur-Moder.

- Transports en Alsace.
- Fluo Grand Est.

##### SNCF
- Gare de Wingen-sur-Moder,
- Gare de Tieffenbach - Struth,
- Gare d'Ingwiller,
- Gare de Diemeringen,
- Gare d'Obermodern.

### Risques naturels et technologiques
Commune située dans une zone 3 de sismicité modérée.

## Toponymie
- Zíttersche en francique rhénan[29].
- Zittersheim (1793).

## Histoire
Zittersheim était jusqu'en 1480 propriété des comtes de Lichtenberg. Les comtes de Leiningen-Westerburg (Oberbronn) introduisirent la Réforme autour de 1556-1560.
Par décret du 22 février 1858 Zittersheim devint paroisse.
En 1890, le conseil municipal de Zittersheim décide de fermer l’église du village construite en 1740. L’édifice se trouve, en effet, dans un état de grand délabrement et menace de s’écrouler,.
Samuel Dougherty, pilote militaire américain dont l'avion s’est écrasé non loin de Zittersheim le 27 septembre 1944, après avoir été attaqué par l’armée allemande tombé est mort pour la libération du village,. 
Lorsqu’en 1946 l’église de Zittersheim fut endommagée par un incendie, la famille Dougherty fit un don à la commune pour remercier les villageois d’avoir permis à leur fils de reposer en paix dans le cimetière communal malgré les menaces des autorités allemandes. Ce lieu de culte a été reconstruit à l’identique en 1948.

## Politique et administration

### Découpage territorial

#### Commune et intercommunalités
Commune membre de la communauté de communes de Hanau-La Petite Pierre.

### Élections municipales et communautaires

#### Liste des maires
| Période                                  | Période     | Identité            | Étiquette | Qualité                             |
| ---------------------------------------- | ----------- | ------------------- | --------- | ----------------------------------- |
| Les données manquantes sont à compléter. |             |                     |           |                                     |
| mars 2001                                | mars 2008   | Gilbert Brock       |           |                                     |
| mars 2008                                | 25 mai 2020 | Claude Kammerer     |           |                                     |
| 25 mai 2020                              | En cours    | Jean-Marc Reichhart |           | Professeur, profession scientifique |

### Tendances politiques et résultats
Le résultat de l'élection présidentielle de 2012 dans cette commune est le suivant :
| Candidat       | Candidat                    | Premier tour | Premier tour | Second tour | Second tour |
| Candidat       | Candidat                    | Voix         | %            | Voix        | %           |
| -------------- | --------------------------- | ------------ | ------------ | ----------- | ----------- |
|                | Eva Joly (EÉLV)             | 3            | 1,81         |             |             |
|                | Marine Le Pen (FN)          | 37           | 22,29        |             |             |
|                | Nicolas Sarkozy (UMP)       | 58           | 34,94        | 102         | 64,56       |
|                | Jean-Luc Mélenchon (FG)     | 20           | 12,05        |             |             |
|                | Philippe Poutou (NPA)       | 0            | 0,00         |             |             |
|                | Nathalie Arthaud (LO)       | 4            | 2,41         |             |             |
|                | Jacques Cheminade (SP)      | 1            | 0,60         |             |             |
|                | François Bayrou (MoDem)     | 16           | 9,64         |             |             |
|                | Nicolas Dupont-Aignan (DLR) | 1            | 0,60         |             |             |
|                | François Hollande (PS)      | 26           | 15,66        | 56          | 35,44       |
|                |                             |              |              |             |             |
| Inscrits       | Inscrits                    | 213          | 100,00       | 213         | 100,00      |
| Abstentions    | Abstentions                 | 42           | 19,72        | 42          | 19,72       |
| Votants        | Votants                     | 171          | 80,28        | 171         | 80,28       |
| Blancs et nuls | Blancs et nuls              | 5            | 2,92         | 13          | 7,60        |
| Exprimés       | Exprimés                    | 166          | 97,08        | 158         | 92,40       |

Le résultat de l'élection présidentielle de 2017 dans cette commune est le suivant :
| Candidat    | Candidat                    | Premier tour | Premier tour | Deuxième tour | Deuxième tour |  |
| Candidat    | Candidat                    | %            | Voix         | %             | Voix          |  |
| ----------- | --------------------------- | ------------ | ------------ | ------------- | ------------- |  |
|             | Nicolas Dupont-Aignan (DLF) | 4,60         | 8            |               |               |  |
|             | Marine Le Pen (FN)          | 26,44        | 46           | 38,31         | 59            |  |
|             | Emmanuel Macron (EM)        | 17,82        | 31           | 61,69         | 95            |  |
|             | Benoît Hamon (PS)           | 8,05         | 14           |               |               |  |
|             | Nathalie Arthaud (LO)       | 2,30         | 4            |               |               |  |
|             | Philippe Poutou (NPA)       | 1,72         | 3            |               |               |  |
|             | Jacques Cheminade (SP)      | 0,00         | 0            |               |               |  |
|             | Jean Lassalle (RES)         | 1,15         | 2            |               |               |  |
|             | Jean-Luc Mélenchon (LFI)    | 21,26        | 37           |               |               |  |
|             | François Asselineau (UPR)   | 0,57         | 1            |               |               |  |
|             | François Fillon (LR)        | 16,09        | 28           |               |               |  |
|             |                             |              |              |               |               |  |
| Inscrits    | Inscrits                    | 226          | 100,00       | 226           | 100,00        |  |
| Abstentions | Abstentions                 | 47           | 20,80        | 54            | 23,89         |  |
| Votants     | Votants                     | 179          | 79,20        | 172           | 76,11         |  |
| Blancs      | Blancs                      | 2            | 1,12         | 18            | 10,47         |  |
| Nuls        | Nuls                        | 3            | 1,68         | 0             | 0,00          |  |
| Exprimés    | Exprimés                    | 174          | 97,21        | 154           | 89,53         |  |

### Finances communales

#### Budget et fiscalité 2023
En 2023, le budget de la commune était constitué ainsi :
- total des produits de fonctionnement : 192 000 €, soit 754 € par habitant ;
- total des charges de fonctionnement : 120 000 €, soit 470 € par habitant ;
- total des ressources d'investissement : 13 000 €, soit 52 € par habitant ;
- total des emplois d'investissement : 18 000 €, soit 72 € par habitant ;
- endettement : 1 000 €, soit 3 € par habitant.

Avec les taux de fiscalité suivants :
- taxe d'habitation : 9,75 % ;
- taxe foncière sur les propriétés bâties : 25,75 % ;
- taxe foncière sur les propriétés non bâties : 65,72 % ;
- taxe additionnelle à la taxe foncière sur les propriétés non bâties : 0,00 % ;
- cotisation foncière des entreprises : 0,00 %.

Chiffres clés Revenus et pauvreté des ménages en 2021 : médiane en 2021 du revenu disponible, par unité de consommation : 23 240 €.

## Équipements et services publics

### Enseignement
Établissements d'enseignements :
- Écoles maternelles et primaires à Wingen-sur-Moder, Rosteig, La Petite-Pierre, Volksberg, Volksberg,
- Collèges à Wingen-sur-Moder,  Ingwiller, Drulingen, Lemberg, Diemeringen,
- Lycées à Bouxwiller, Phalsbourg, Phalsbourg.

### Santé
Professionnels et établissements de santé :
- Médecins à Wingen-sur-Moder, La Petite-Pierre, Wimmenau, Soucht, Montbronn,
- Pharmacies à Wingen-sur-Moder, La Petite-Pierre, Goetzenbruck, Montbronn,
- Hôpitaux à Ingwiller, Phalsbourg, Bitche, Saverne, Sarre-Union.

## Population et société

### Démographie

#### Évolution démographique
L'évolution du nombre d'habitants est connue à travers les recensements de la population effectués dans la commune depuis 1800. Pour les communes de moins de 10 000 habitants, une enquête de recensement portant sur toute la population est réalisée tous les cinq ans, les populations de référence des années intermédiaires étant quant à elles estimées par interpolation ou extrapolation. Pour la commune, le premier recensement exhaustif entrant dans le cadre du nouveau dispositif a été réalisé en 2007.

En 2022, la commune comptait 239 habitants, en évolution de −2,45 % par rapport à 2016 (Bas-Rhin : +3,17 %, France hors Mayotte : +2,11 %).
| 1800 | 1806 | 1821 | 1831 | 1836 | 1841 | 1846 | 1851 | 1856 |
| ---- | ---- | ---- | ---- | ---- | ---- | ---- | ---- | ---- |
| 278  | 300  | 365  | 358  | 414  | 408  | 420  | 427  | 393  |

| 1861 | 1866 | 1871 | 1875 | 1880 | 1885 | 1890 | 1895 | 1900 |
| ---- | ---- | ---- | ---- | ---- | ---- | ---- | ---- | ---- |
| 418  | 413  | 435  | 412  | 446  | 443  | 448  | 437  | 412  |

| 1905 | 1910 | 1921 | 1926 | 1931 | 1936 | 1946 | 1954 | 1962 |
| ---- | ---- | ---- | ---- | ---- | ---- | ---- | ---- | ---- |
| 386  | 371  | 346  | 323  | 297  | 291  | 288  | 282  | 256  |

| 1968 | 1975 | 1982 | 1990 | 1999 | 2006 | 2007 | 2012 | 2017 |
| ---- | ---- | ---- | ---- | ---- | ---- | ---- | ---- | ---- |
| 231  | 228  | 216  | 217  | 205  | 249  | 255  | 237  | 250  |

| 2022 | - | - | - | - | - | - | - | - |
| ---- | - | - | - | - | - | - | - | - |
| 239  | - | - | - | - | - | - | - | - |

### Cultes
- Culte protestant, Paroisse de Wingen-sur-Moder (Zittersheim)[50].
- Culte catholique, Église Annexe de Wingen-sur-moder (Zittersheim)[51], Diocèse de Strasbourg.

## Économie

### Entreprises et commerces

#### Agriculture
- Culture et élevage associés.

#### Tourisme
- Restauration traditionnelle.
- Hébergement touristique et autre hébergement de courte durée.
- Gîtes ruraux à Erckartswiller, Wingen-sur-Moder, Hinsbourg.
- Hôtels-restaurant à La Petite-Pierre.

#### Commerces
- Commerces et services de proximité[52].

## Culture locale et patrimoine

### Lieux et monuments

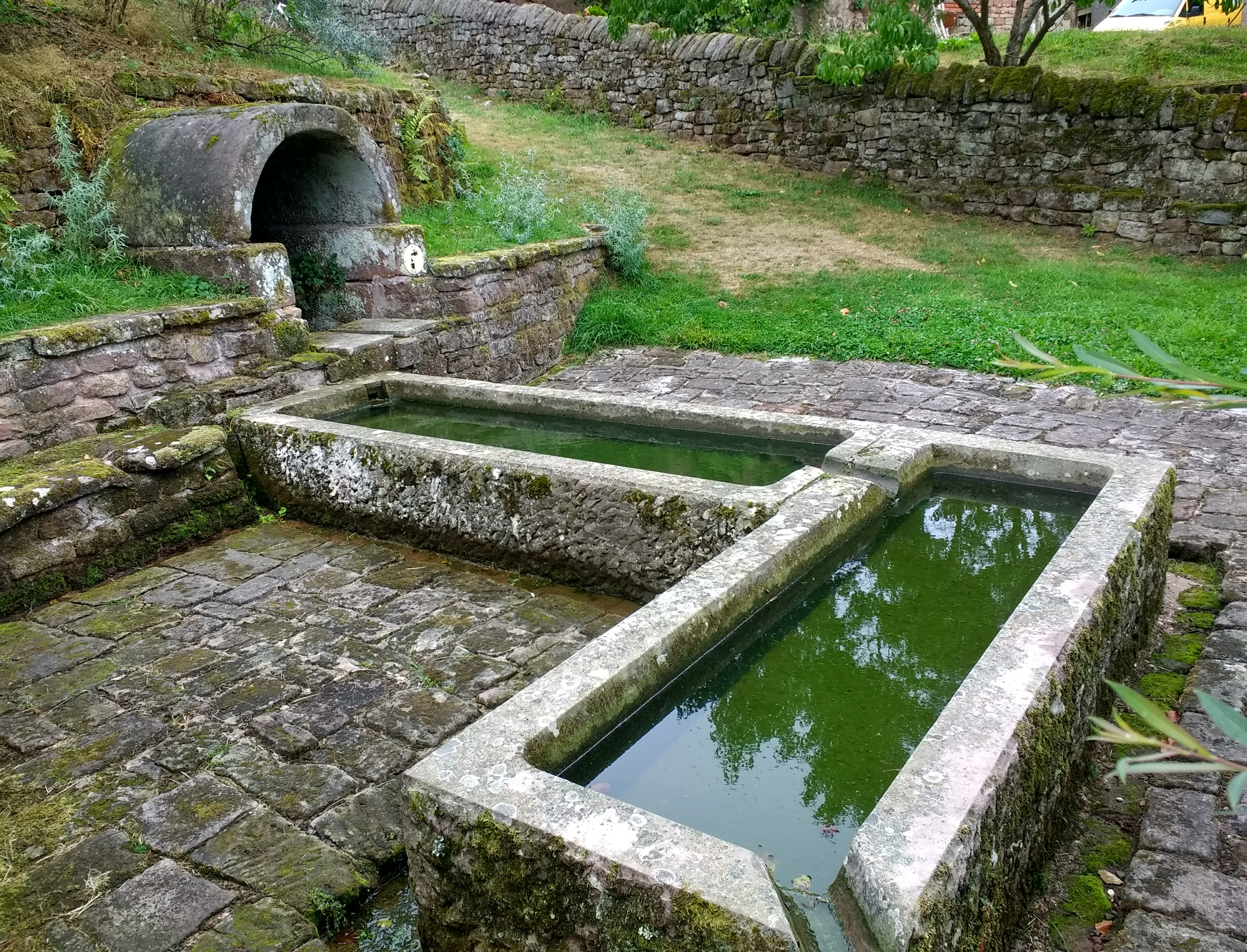
Moderfeld, source de la Moder.
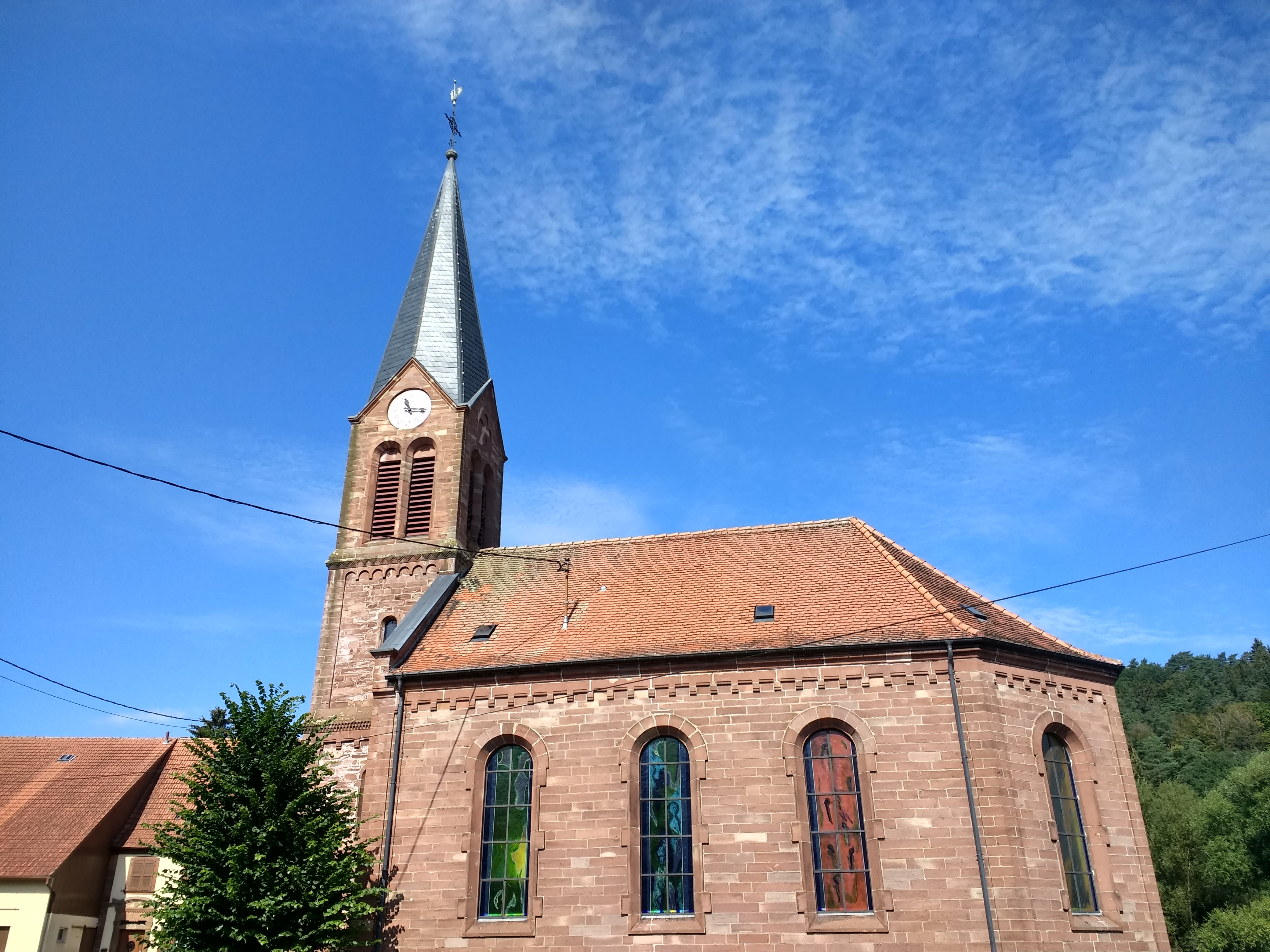
Église paroissiale.
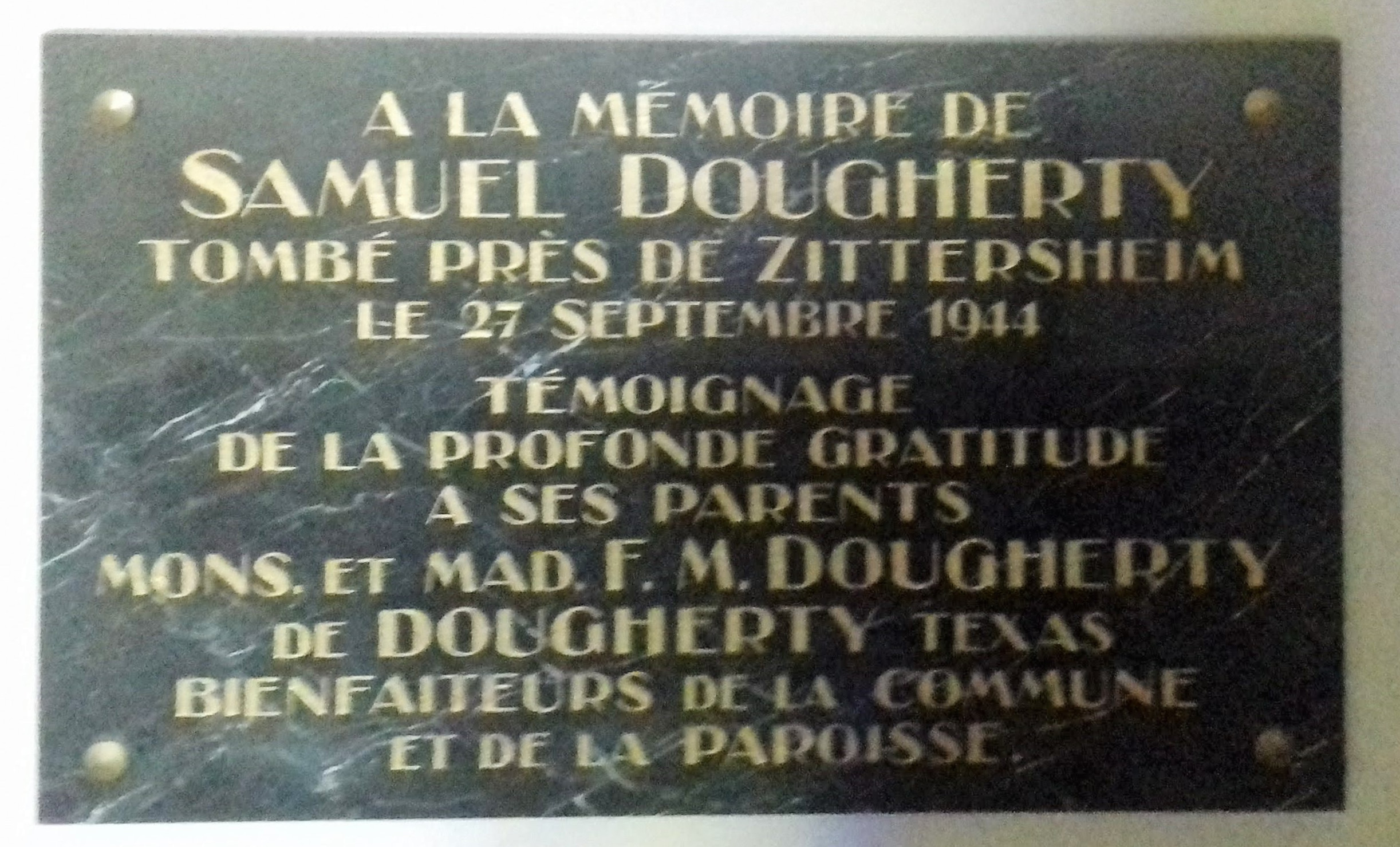
Hommage à un soldat américain tombé pour la libération de Zittersheim en 1944.

- Église protestante[53],[54].

Orgue de Guerrier Christian, facteur d'orgues.
3 Cloches de Hamm A., fondeur de cloches.
- Source de la Moder au Moderfeld[56].* Monument aux morts[57] : Conflits commémorés : Guerres de 1914-1918 - 1939-1945.
- Patrimoine architectural rural recensé par le service régional de l'Inventaire général du patrimoine culturel :

Maisons et fermes,,,,,,,,.
- Circuit de randonnée des 12 sources[67] du Club vosgien[68].
- Lavoir[69].

### Personnalités liées à la commune
- Les titulaires de la Légion d'Honneur[70] :

Auguste Burger,
Georges Charles Burger.
- Jean Frédéric Guillaume (dit Willy) Guggenbühl, historien, ordonné pasteur à Zittersheim le 22 juillet 1922[73].

### Héraldique
| Blason de Zittersheim | Blason  | De gueules à la croix d'or chargée de cinq quintefeuilles de sinople, cantonnée de vingt croisettes d'or, cinq dans chaque canton ordonnées en sautoir. |
| Blason de Zittersheim | Détails | |